# Gallura (traghetto)
La Gallura è stata una nave traghetto che ha prestato servizio per le Ferrovie dello Stato sulla rotta Civitavecchia - Golfo Aranci.
Costruito nel 1968 ai Cantieri Navali Riuniti di Ancona (oggi Fincantieri), è stato in servizio dal 1968 al 2001, per poi essere radiato e demolito nel 2002. Gemella della Gennargentu, la nave era molto simile alle unità Hermaea e Tyrsus, anch'esse in servizio sulla stessa rotta, ma rispetto a queste ultime presentava delle migliorie e una maggiore capacità di carico per le autovetture, grazie ai due ponti inferiori raggiungibili tramite due montacarichi. 
Progettato per un trasporto combinato di passeggeri con auto al seguito e carri ferroviari, il traghetto disponeva di 7 ponti e aveva una velocità di servizio di circa 18 nodi, una capacità di quasi 600 passeggeri con circa 160 auto al seguito oppure 85 auto e 296 metri lineari di carico ferroviario divisi su 3 binari ubicati al ponte principale. Disponeva, inoltre, di cabine con servizi, poltrone reclinabili, due bar e un ristorante self-service.
La nave poteva attraccare in speciali invasature, dove una rampa con binari veniva calata idraulicamente sul ponte binari della nave, mentre una rampa fissa laterale al molo permetteva la salita e la discesa delle autovetture al ponte cabine in zona di poppavia, che poteva ospitare circa 30 autovetture.

## Ponti
- 1   - apparato motori, garage auto
- 2   - garage auto, sala poltrone
- 3/4 - carri ferroviari e mezzi gommati pesanti
- 5   - garage scoperto, cabine
- 6   - ponte imbarcazioni, 2 bar, self service, sala poltrone
- 7   - ponte comando, solarium, alloggi, cucina.

## Navi gemelle
- Gennargentu